# Thayne Jasperson
Thayne Jasperson (Provo, 27 luglio 1980) è un attore, cantante e ballerino statunitense, attivo in campo teatrale, cinematografico e televisivo.
Ha recitato nei cast originali dei musical Newsies (2012), Matilda the Musical (2013) e Hamilton (2015) a Broadway.
Jasperson è dichiaratamente bisessuale.

## Filmografia

### Televisione
- High School Musical, regia di Kenny Ortega - film TV (2006)
- High School Musical 2, regia di Kenny Ortega - film TV (2007)
- Smash - serie TV, 1 episodio (2012)